# Бразилия (град)
Вижте пояснителната страница за други значения на Бразилия.
Бразѝлия (на португалски: Brasília) е столицата на Федеративна република Бразилия. Градът е разположен на брега на изкуствено езеро. Населението на столицата заедно с предградията е 2,2 млн. души. На територията на Бразилия са разположени международното летище „Президент Жуселино Кубичек“, Националния университет, Националния театър, предприятия на леката и хранителната промишленост.
През 1891 г. управниците на Бразилия взимат решение да бъде построена нова столица на страната. Две години по-късно е определена площ от 14 400 km². На 7 септември 1922 г. е направена и първата копка в околностите на селището Планалтина. Инициативата за изграждането на новата столица на Бразилия продължава президентът Жуселино Кубичек. Идеята е всъщност административният и политически център на страната да бъде близо до географската среда на бразилската територия.

Планът за изграждането на града започват да правят през 1956 г. архитектите Оскар Нимайер и Лусио Коста. Хрумва им идеята да придадат на селището формата на самолет и наричат проекта си „plano piloto“. Административният център на града всъщност представлява тялото на самолета, а крайните квартали са оформени като крила.
На 21 април 1960 г. град Бразилия е обявен официално от президента Кубичек за столица на едноименната държава. Така новопостроеното селище изземва административните и политически функции от Рио де Жанейро. Една година по-късно, на същата дата е открит Бразилският университет, а на 31 май 1961 г. е осветена и катедралата. През следващите години една след друга са изградени телевизионната кула (1967 г.), централната поща (1977 г.), градският парк (1981 г.) и централната банка (1981 г.). От 1987 г. град Бразилия е включен в листата на ЮНЕСКО със световните паметници на културата.

През 1992 г. е направена първата копка за метрото и на 31 март 2001 г. вече са открити няколко отсечки от него.
Столицата е разположена на 1158 m н.в., в близост до вододела на реките, които на север се вливат в Амазонка, а на юг в Рио де ла Плата. Сао Пауло се намира на 1015 km от столицата, а Рио де Жанейро на 1130 km.

## Побратимявания
Бразилия е побратимен град или партньор с:
- Абуджа, Нигерия
- Берлин, Германия
- Богота, Колумбия
- Бостън, САЩ
- Буенос Айрес, Аржентина[1]
- Вашингтон, САЩ
- Лисабон, Португалия[2]
- Рим, Италия
- Сиан, Китай